# Maxim Suworow
Maxim Suworow (russisch Максим Терентьевич Суворов; † 14. April 1770 in Moskau, Russisches Kaiserreich) war Direktor der Druckerei der Russischen Synode. Er studierte an der Slawisch-Griechisch-Lateinischen Akademie.
In der Zeit von 1725 bis 1736 war er im habsburgischen Slawonien, auf Ersuchen der serbischen Kirche, die seit dem Exodus der Serben 1690 in Sremski Karlovci residierte. Suwowow sollte gemeinsam mit anderen russischen Lehrern die sprachliche Entwicklung der Serben fördern, welchen die theologische Gelehrsamkeit der Kiever Akademiker imponierte. Dabei bediente er sich der Fibeln Prokopowitschs und Grammatiken Smotritzkys, welche er aus Russland mitbrachte.
Im Jahr 1736 wurde er wegen Spionage zugunsten des Russischen Reiches und geheimer Korrespondenz aus der Vojvodina ausgewiesen. Kurz darauf kehrte er nach Russland zurück und wurde zum Direktor der Moskauer Druckerei der Synode ernannt. Er starb im April 1770 und wurde im Spaso-Androniev-Kloster in Moskau beigesetzt.
Maxim Suworow legte mit der Bürgerlichen Schrift den Grundstein für das Slawenoserbische (eigentlich Slawenorussische), welches bei gebildeten Serben das Serboslawische verdrängte.